# ストゥルッフォリ

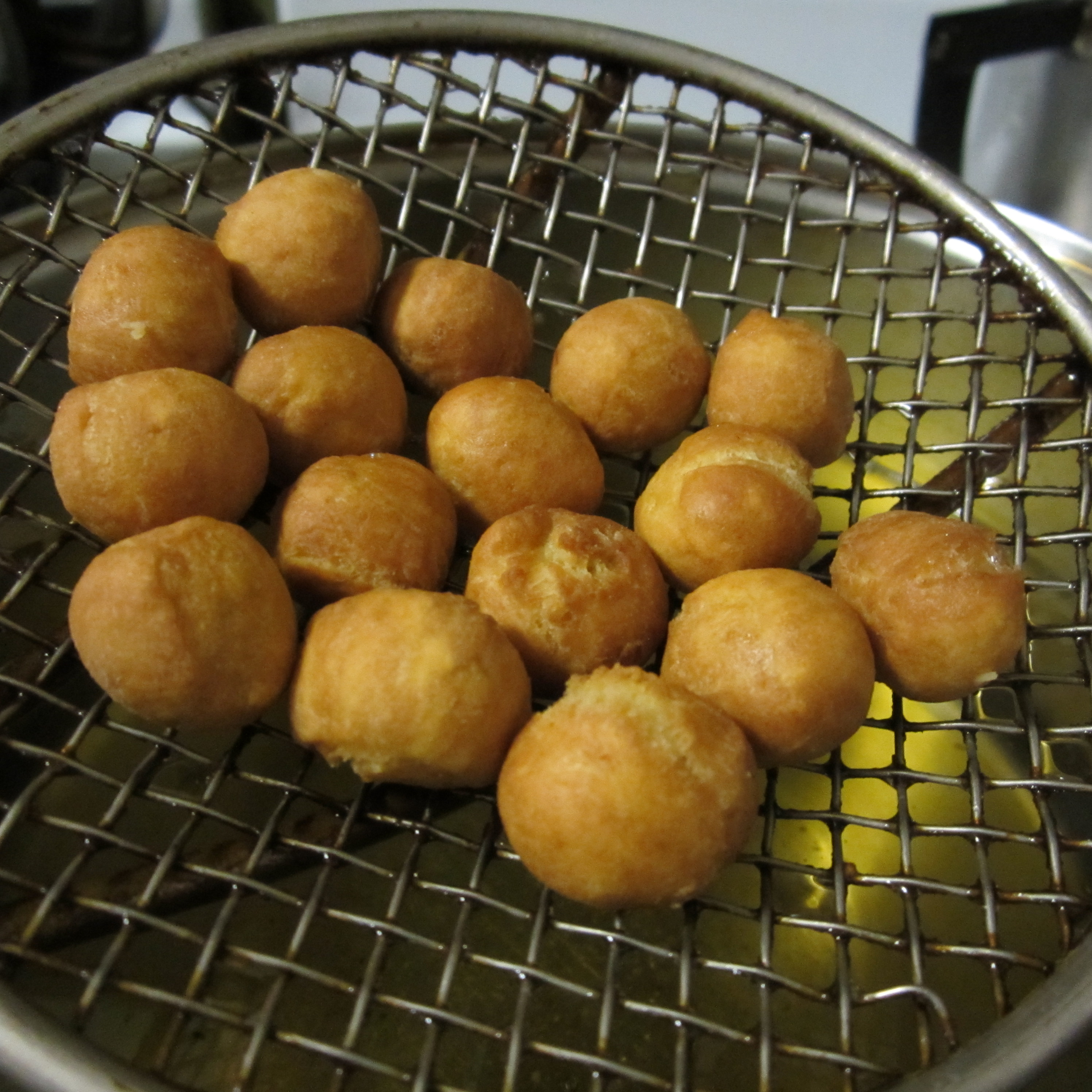
手作りのストゥルッフォリ

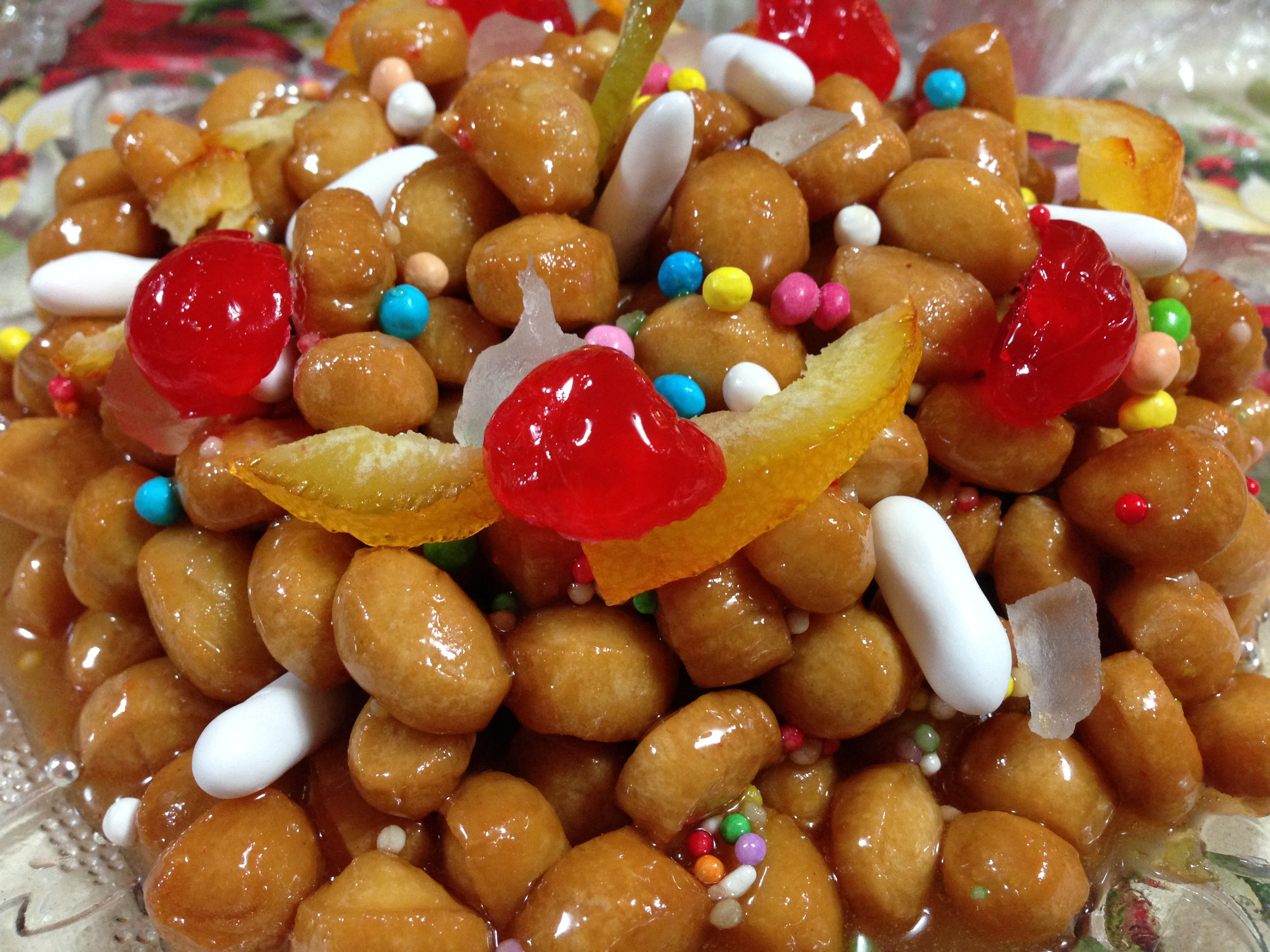
ストゥルッフォリの盛り付け例

ストゥルッフォリ（イタリア語: struffoli）は、イタリア・ナポリ発祥のクリスマス菓子。小麦粉生地の揚げ菓子にハチミツを絡めたもの。
17世紀ごろに、ナポリの修道院で修道女たちによって現在の形になって広まったとされる。
生地にリモンチェッロなどのリキュールを加えて風味付けをしたり、好みのフルーツの砂糖付けを加えて仕上げることもある。
皿にリング状に積んで仕上げる他、クリスマスツリーのように高く盛りつけることもある。

## 類似する菓子
ストゥルッフォリと同様の菓子は、南イタリア各地にみられる。以下に例を挙げる。
- チチェルキアータ（イタリア語版） - マルケ州の菓子[3]。
- ピニョラータ（英語版） - メッシーナ発祥のクリスマス菓子[3]。

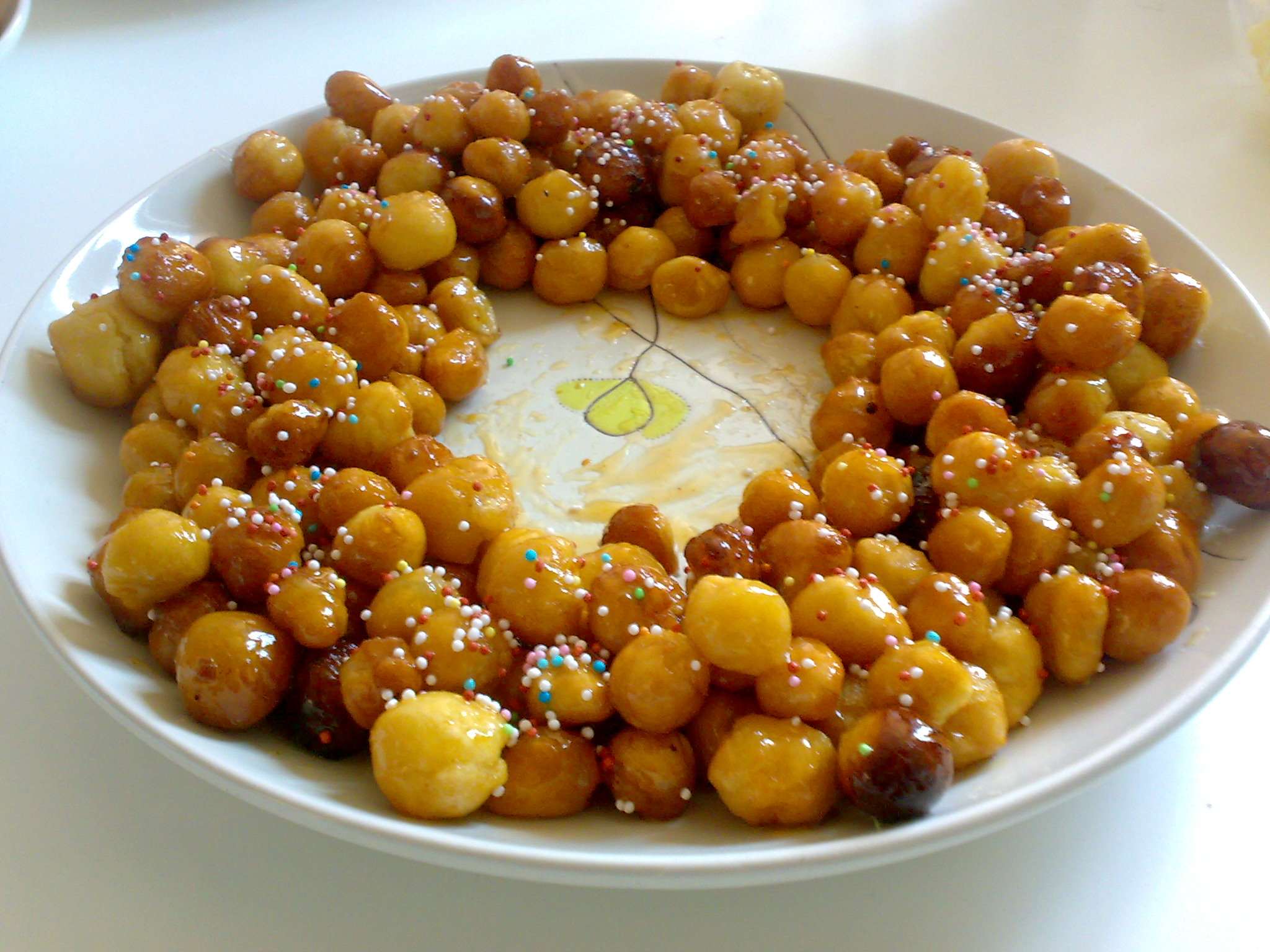
チチェルキアータ
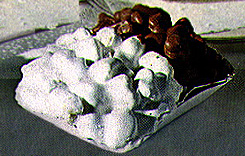
ピニョラータ